# Rafaela Lindeberg
Karin Rafaela Lindeberg, tidigare Bjäringer, född 21 april 1972 i Västerås, är en svensk ekonomijournalist och före detta nyhetspresentatör på TV4:s Ekonominyheterna, tidigare verksam på bland annat Dagens Industri. Hon är civilekonom från Handelshögskolan i Stockholm och var hösten 2000 programledare för Börsmatchen på TV4 tillsammans med Staffan Ling.
Hon var tidigare gift med företagsledaren Martin Bjäringer, med vilken hon har en dotter.